# Mokra pustolovina (1918.)
Mokra pustolovina je bio hrvatski igrani film iz 1918. redatelja Arnošta Grunda, u produkciji Croatia filma.

## Vanjske poveznice
- Hrvatski filmski savez  Arhivirana inačica izvorne stranice od 21. srpnja 2011. (Wayback Machine) Povijest hrvatskog filma